# 路虎发现
路虎發現（英語：Land Rover Discovery）是路虎的一款中型SUV。1989年開發出第一代，2017年已發展出第五代。

## 第一代（1989–1998）
1989年10月第一代路虎（Discovery Series I）在英國上市，它在路虎公司的代號為“Project Jay”。1994年改版，更新了引擎，稱“Discovery 2”。在日本，第一代路虎以本田汽車Honda Crossroad的名義換牌上市。

### 其他版本
- Country Life（瑞士，1991）：五門版，V8i引擎，木門，外帶野餐籃，共生產50輛[4]
- Orienteer（澳大利亞，1992）：三門，V8引擎，共生產75輛，但因為很快售罄，所以在1993年再版[4]
- Freestyle（法國，1993）：三門或五門，全部噴塗為金屬藍色，“Freestyle”是其五刀管胎輪的代號[4]
- County Rider（法國，1993）：三門或五門，全部漆綠，配有馬鞍架等，為吸引馬術愛好者而生產[4]
- Rossignol（澳大利亞，1993）：三門，V8引擎，全部漆藍綠色，配有雪橇架，名稱來自Skis Rossignol[4]
- Camel Trophy（日本，1995）：全部漆黃，車頂行李架上安有駱駝杯汽車錦標賽的標牌[4]
- Sunseeker（德國，1996）：五門，金屬藍，裝有镀铬bullbar
- Goodwood（英國，1997）：漆綠（Goodwood Green），核桃木內飾，生產了500輛，但後來發現“Goodwood”一名已經由Goodwood Circuit公司註冊，所以最終只有在倫敦車展上展出的一輛得此名，剩下來的499輛均未命名[4]
- Horse and Hound（英國，1997）：路虎和Horse & Hound雜誌合作生產了20輛，五門[4]
- Argyll（英國，1997）：五門，V8i或Tdi引擎，牛津藍或伍德科特綠，1998年出三門版[4]
- Aviemore（英國，1998）[4]
- Anniversary 50（英國，1998）：路虎50週年紀念版，上有50週年紀念徽章，漆亞特蘭蒂斯藍或白金色，皮質內飾，V8i或Tdi引擎[4]
- Safari（英國，1998）：漆埃普索姆綠，配有尾梯、车顶纵梁和霧燈，V8i或Tdi引擎，共生產1,100輛[4]
- Camel Trophy（德國，1998）：漆黃，有“Tornado”式合金輪[4]
- Trophy（德國，1998）：僅有300Tdi引擎[4]
- Esquire（德國，1998）：與Trophy相似，木質和皮質內飾[4]

## 第二代（1998–2004）
路虎發現第二代在1998年上市，有多處改動，但整體仍與第一代相似。
這款路虎引入2,495 cc Td5柴油引擎，原來的3,948 cc V8汽油引擎也升級為P38 Thor 4.0-litre Rover-derived V8，2003年和2004年款又改為4.6升V8引擎。一些車款加入了主動懸架。

## 第三代（2004–2009）
2004年4月2日，路虎發現3上市，北美市場則稱路虎LR3，採用了所謂的「整合車架車體」（Integrated Body-Frame）結構 。

## 第四代（2009–2016）
路虎發現4是發現3的升級版，採用了同樣的車體結構，修改了前後燈及前後保險杠造型，新造型與2010年款的路虎攬勝運動版相同。
最主要的修改是在發動機、變速器、剎車和懸掛系統上，此外內飾也顯得更加豪華一些。

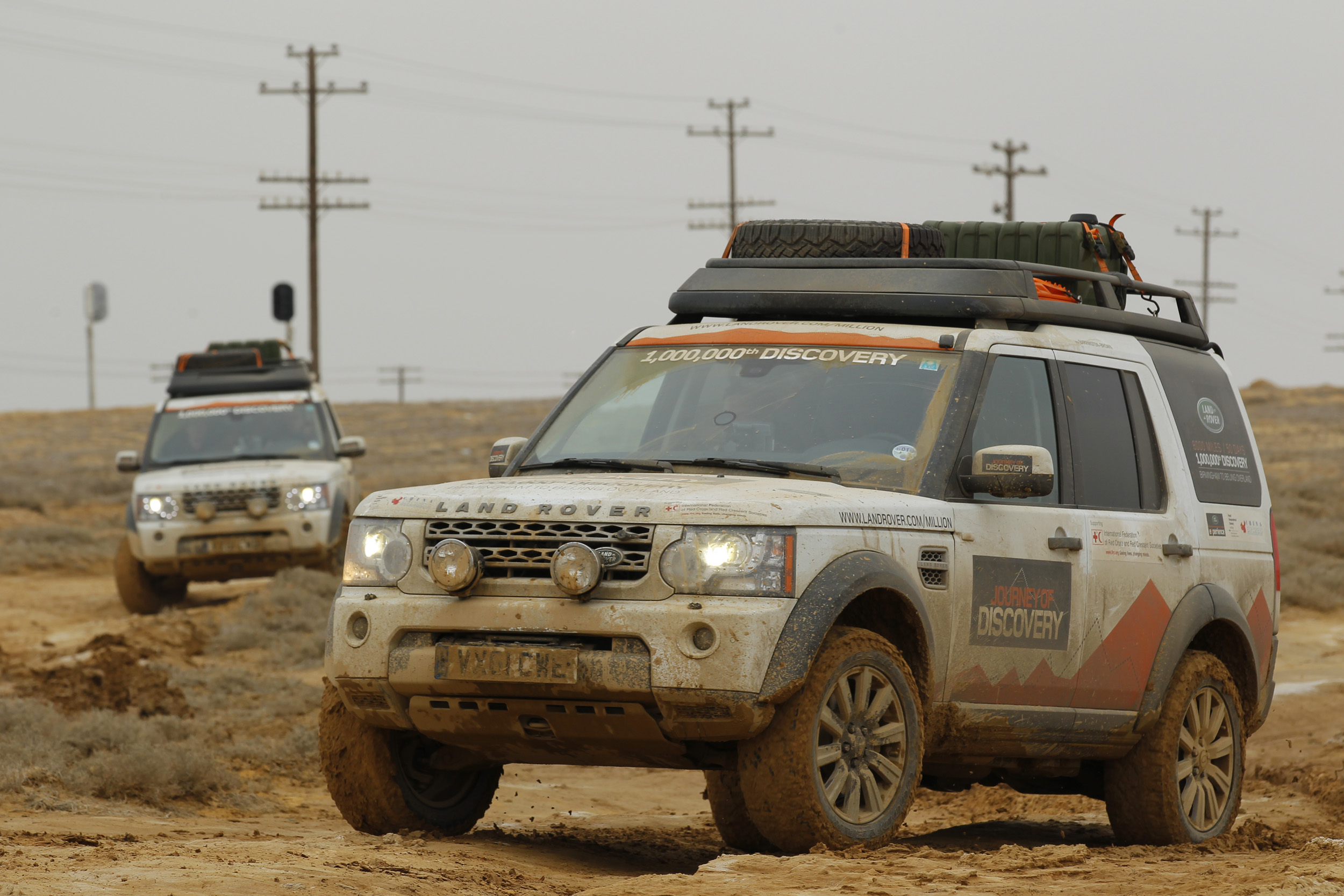
途經哈薩克的路虎發現

2012年3月路虎发现累計產量達100萬，第100萬輛路虎（路虎發現4）從英國索利哈爾開往北京，在開到日內瓦湖時一輛路虎發現1加入。這輛發現4在北京車展上展出後，成為英國沃里克郡英國工業遺產信託的藏品。

## 第五代（2017年至今）
2016年9月28日，第五代路虎發現在英國中米德蘭梅里登（Meriden）亮相，2017年2月開始在英國上市。北美市場上的路虎停止使用LR標牌。

## 外部鏈接
- 官方网站（中文）
- 官方网站 (UK)
- 官方网站 (U.S.)